# 康塔尔医疗
康塔尔医疗（英語：Cantel Medical Corporation）是一家美国医疗器械公司。

## 历史
1963年在新泽西州成立，主要生产内窥镜，水净化和过滤，牙科用品和透析器械。1992年11月19日在纽约证券交易所挂牌上市。
2021 年 6 月 2 日，STERIS plc（NYSE：STE）宣布已完成先前宣布的对全球感染供应商 Cantel Medical 的收购，后者为内窥镜、牙科、透析和生命科学客户提供预防产品和服务。STERIS 的使命是通过在全球范围内提供创新的医疗保健和生命科学产品和服务，帮助我们的客户创造一个更健康、更安全的世界。